# Cadmeia
Cadmeia (în greacă veche Καδμεία, transliterat: Kadmeía) a fost citadela orașului antic Teba, din Grecia.
Aceasta a fost numită după Cadmus, fondatorul legendar al Tebei. Se crede că acropola pe care e așezată citadela a fost locuită cel puțin încă de la începutul epocii bronzului, deși istoria așezării poate fi datată cu certitudine abia din perioada miceniană târzie (c. 1400 î.Hr.)

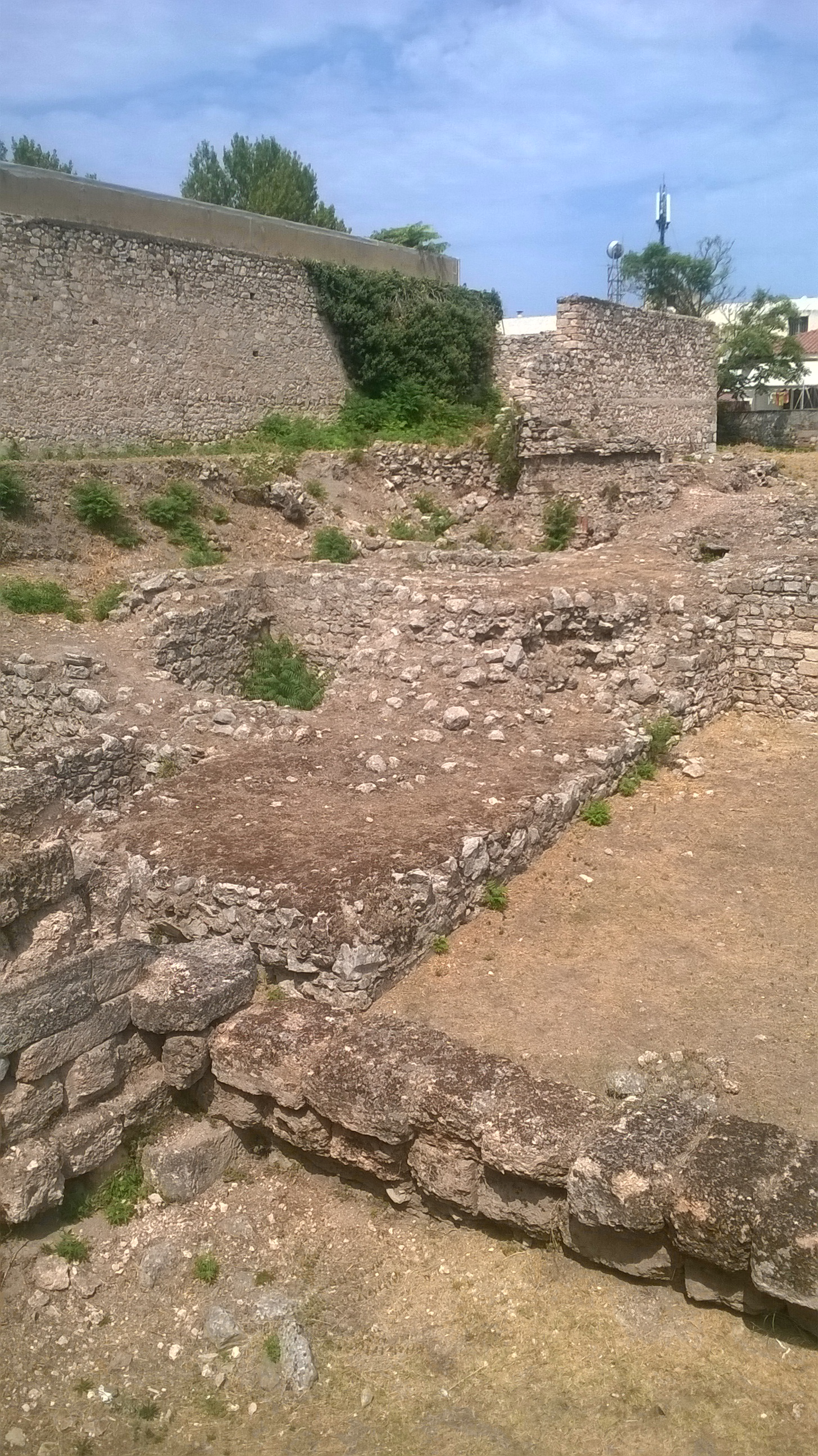
Situl Cadmeiei în 2016

## Istorie

### Perioada clasică
Batalionul Sacru din Teba, un grup de 150-300 de soldați de elită, era staționat în Cadmeia ca forță de garnizoană permanentă, după ce a fost recucerită de la spartani în 379 î.Hr. Rolul lor era de asigurare a unei apărări mult mai eficiente împotriva viitoarelor încercări de capturare a cetății. 

### Distrugerea și reconstrucția
Cadmeia a fost distrusă, împreună cu întreaga Teba, în 335 î.Hr., de Alexandru cel Mare, ca un avertisment dat altor orașe grecești care se pregăteau de o revoltă împotriva dominației sale. Casandru, generalul macedonean care a moștenit Macedonia și unele teritorii grecești din imperiul lui Alexandru, după moartea sa, a reconstruit Teba și Cadmeia în 316 î.Hr.

### Situl arheologic
Cadmeia a fost redescoperită de arheologul grec Antonios Keramopoulos.

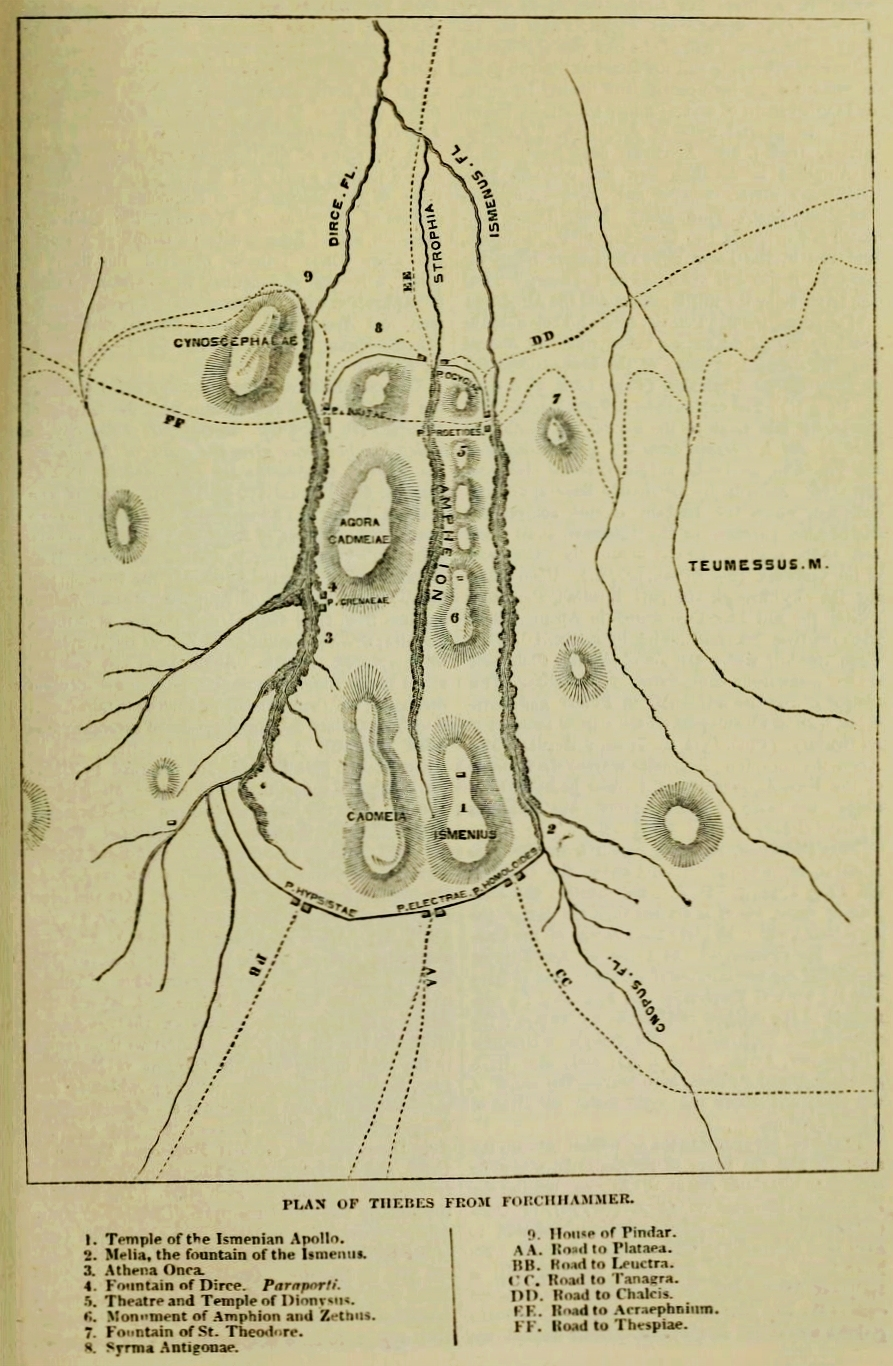
Hartă topografică a Tebei Antice, arătând locația Cadmeiei

## Alte sensuri
Cadmiu (Cd) este, de asemenea, un nume antic pentru calamină sau carbonat de zinc. Combinat cu cuprul, a fost folosit în antichitate pentru producția de alamă, conform autorului roman, Pliniu cel Bătrân. Elementul a fost, în 1817, izolat pentru prima dată dintr-o impuritate a unei molecule de calamină; de unde și numele de cadmiu.